# Eleccions legislatives daneses de 1960
Les eleccions legislatives daneses de 1960 se celebraren el 15 de novembre de 1960. El partit més votat foren els socialdemòcrates i formaren un govern de minoria dirigit per Viggo Kampmann fins a 1962 i després per Jens Otto Krag.
| Partit                           | Líder                  | Vots           | %              | Escons         | +/-            |                |
| -------------------------------- | ---------------------- | -------------- | -------------- | -------------- | -------------- | -------------- |
| Socialdemokratiet                | Hans Christian Hansen  | 1,023,794      | 42.1           | 76             | +6             |                |
| Venstre                          | Erik Eriksen           | 512,041        | 21.1           | 38             | -7             |                |
| Det Konservative Folkeparti      | Poul Clorius Sørensen  | 435,764        | 17.9           | 32             | +2             |                |
| Socialistisk Folkeparti          | Aksel Larsen           | 149,440        | 6.1            | 11             | Nou            |                |
| Det Radikale Venstre             | Jørgen P. L. Jørgensen | 140,979        | 5.8            | 11             | -3             |                |
| De Uafhængige (U)                |                        | 81,134         | 3.3            | 6              | +6             |                |
| Danmarks Retsforbund (E)         |                        | 52,330         | 2.2            | 0              | -9             |                |
| Danmarks Kommunistiske Parti (K) |                        | 27,298         | 1.1            | 0              | -6             |                |
| Schleswigsche Partei (S)         |                        | 9,058          | 0.4            | 1              | -              |                |
| Participació                     | Participació           | 85,8%          | 85,8%          | 85,8%          | 85,8%          | 85,8%          |
| Font                             | Font                   | Folketinget.dk | Folketinget.dk | Folketinget.dk | Folketinget.dk | Folketinget.dk |